# Camponotus darlingtoni
Camponotus darlingtoni é uma espécie de inseto do gênero Camponotus, pertencente à família Formicidae.